# Народно-трудовой союз российских солидаристов
Наро́дно-Трудово́й Сою́з росси́йских солидари́стов (аббрев. НТС) — националистическая политическая организация белой эмиграции. Издаёт журналы «Посев» и «Грани», а также газету «За Россию». Эмблема НТС — «родовой знак великого князя Владимира Святого, основателя российского государства, изображённый в виде золотого трезуба на белом, синем и красном фоне или в чёрно-белом исполнении, без фона» (устав НТС).

## Межвоенный период (1919—1939)
Предшественником НТС был Союз русской национальной молодёжи (СРНМ). К 1929 году СРНМ объединился с несколькими аналогичными молодёжными организациями и был переименован в Национальный союз русской молодёжи за рубежом (НСРМ). 1 июня 1930 года на I съезде представителей групп и союзов русской национальной молодёжи в Белграде было провозглашено создание единого Союза, в который вошли молодёжные группы Югославии, Франции, Болгарии, Нидерландов, а также девять представителей югославских отделений Русского союза национальной молодёжи. На этом же съезде был выбран руководящий состав НСРМ, сформулированы идеологические положения новой организации, принят её временный устав.
Спустя 17 месяцев после I съезда в Белграде 25—27 декабря состоялся II съезд НСРМ. Был создан Совет Союза и Исполнительное бюро. Изменено и название Союза. С этого момента он стал именоваться Национально-трудовым союзом нового поколения (НТСНП). В устав Союза был введён и новый пункт — возрастной ценз. Теперь в Союз могли поступать только родившиеся после 1895 года. Возрастной ценз, по мнению членов Союза, должен был оградить организацию от «грехов и предрассудков прошлого», то есть от влияния старых партийных деятелей, на которых отчасти возлагалась вина в трагедии Российской империи.
НТСНП ориентировался на концепцию так называемого «корпоративного государства». Позднее, после Второй мировой войны, термин «корпоративное государство» перестал употребляться и был заменён на термин «солидаризм» чтобы отдалиться от скомпрометироваванного итальянского фашизма.
Организация ставила своей целью борьбу за свержение коммунистического строя на исторической Родине. В связи с тем, что наличие разветвлённой агентуры НКВД в среде белой эмиграции приводило к арестам агентов, засылавшихся в СССР по линии РОВСа, руководство НТС решило использовать иную тактику (после войны это легло в основу «молекулярной теории» В. Д. Поремского) — засылать по одному агентов, не знакомых друг с другом, чтобы их не могли вычислить через их связи, после агентам ставилась задача самостоятельно искать единомышленников в СССР.
В 1932 году в СССР через Прибалтику по каналам «Братства русской правды» были направлены шесть членов НСНП, однако все они погибли. После этого руководство Союза договорилось об использовании каналов переправки нелегалов с РОВС. Летом 1933 года через румынскую границу в СССР были направлены Пётр Ирошников и Михаил Флоровский. Оба они попали в ловушку НКВД и тоже погибли. Летом 1934 года по каналам РОВС границу перешёл член НСНП Г. Е. Прилуцкий с напарником. Они с трудом избежали ловушки и были вынуждены вернуться в Финляндию.
III съезд прошёл 15—20 апреля 1934 года в Белграде. Председатель Союза и Исполбюро В. М. Байдалаков выступил с отчётным докладом.
В 1935 году перешли границу в Маньчжурии члены НТС Иннокентий Кобылкин, Евлампий Перелядов и Борис Олейников. Они добрались до Москвы, провели там некоторое время, завязали контакты. Потом они отправились обратно через всю Сибирь. Уже у границы их опознал знавший их ранее в Харбине железнодорожник и выдал сотрудникам НКВД. Все трое были расстреляны в Иркутске.
Существуют сведения об участии членов НТС в Гражданской войне в Испании на стороне Франко. Их было немного. Война в Испании была для них продолжением Гражданской войны в России, и кое-кто считал, что дорога на Москву пройдёт через Мадрид. Даже лозунг Франко «За неделимую страну без коммунистов!» был близок.
В 1936 году после IV съезда (31 мая — 1 июня) Совет Союза установил эмблему движения — «трезубец», знак великого князя Владимира Святославича, на трёхцветном бело-сине-красном фоне (наклон триколора повторяет наклон на шевроне Добровольческой армии).
Для подготовки людей и переброски их в СССР были созданы особые школы. Это стало возможным в 1937 году после того, как председателем польского отдела А. Э. Вюрглером по согласованию с идеологом НТСНП М. Георгиевским была налажена связь с польским Генеральным штабом. Обе стороны были заинтересованы друг в друге. Члены Союза получали возможность, пройдя курс обучения на разведкурсах, «уйти по зелёной дорожке» в СССР для выполнения своей работы. Польские же власти при минимальных затратах получали неисчерпаемый источник сведений об обстановке в Советском Союзе.
В августе 1938 года из Польши в СССР были направлены три группы НСНП. Первая наткнулась на пограничный патруль. Владимир Бабкин и Софронтий Спица погибли, А. Чупрунов был вынужден вернуться. От второй группы пошёл Константин Гурский и тоже был убит. Лишь третья, в составе Г. Околовича и А. Колкова, благополучно перешла границу. Они провели четыре месяца в СССР, объездили много городов и, изучив обстановку, вернулись. Их опыт послужил подготовке следующих групп под руководством Околовича, возглавившего потом «закрытую» работу (разведку) НТС.
Летом 1939 года в СССР были направлены девять человек. Первая группа, Василий Дурново и Александр Колков (вторично), и вторая, А. Чупрунов (вторично) и Овчинников, благополучно прошли. В третьей М. Бржестовский был вынужден вернуться назад, о Баге (Петре) Берегулько сведения противоречивые, по одним данным, он погиб в перестрелке, по другим, ушёл вглубь страны. В четвёртой группе Владислав Коняво-Фишер погиб на границе, двое других вынуждены были вернуться, от долгого пребывания в воде их документы пришли в негодность.
Накануне войны в СССР разными путями направлялись и печатные материалы НСНП. Для анализа советской печати и выпуска агитационной литературы в 1937 году была создана конспиративная база «Льдина». Предполагалось, что забрасываемые на советскую территорию материалы могут привести к возникновению самостоятельных подпольных групп, не связанных с зарубежным центром. О раскрытии одной такой группы НСНП в Москве сообщило Московское радио 6 декабря 1938 года. Имена восьми состоявших в ней молодых людей остались неизвестными.

## Вторая мировая война (1939—1945)
В июле 1938 года НСНП формально распустил свой отдел в Германии.
С началом в сентябре 1939 года Второй мировой войны, нелегальные переходы границы в Польше вынужденно прекратились, зато открылись новые возможности в Румынии, где в пограничной области производился обмен населения. Здесь перешло границу ещё десять человек из НСНП. Из них Димитрий Лукницкий погиб при переправе через Прут, а Василий Леушин и Владимир Чеботаев были вскоре захвачены в Галиции и Буковине. Машута Дурново и Георгий Казнаков тоже были захвачены через 4 месяца после перехода. Но пятерым нелегалам удалось обосноваться в СССР. В итоге операции, по-видимому, десять человек погибло при переходе или вскоре после перехода границы. Девять начали вторую жизнь, положив начало организации НСНП внутри СССР.
Судьбы их сложились по-разному. Василий Дурново, Евгений Акулов, Димитрий Потапов, по-видимому, были арестованы органами госбезопасности после войны и попали в лагеря. Александр Колков умер от тифа на Кавказе в 1943 году. Чупрунов был призван в армию, попал в плен, был взят немцами в переводчики, заболел туберкулёзом, в Варшаве встретился с представителями Национально-трудового союза (такое название принял НСНП в 1943 году), но пропал без вести после эвакуации оттуда санитарным поездом. Хлобыстов обосновался в Смоленске, где встретил членов Союза под немецкой оккупацией. По возвращении советских войск он был призван в армию, дошёл до Берлина, был оставлен служить в оккупационных частях, оттуда восстановил связь с зарубежным НТС. После демобилизации поселился в Горьком и создал группу Союза, которая была раскрыта через несколько лет в результате доноса. Юрий Рогальский в нарушение правил прислал своей знакомой в Югославию открытку с юга России, больше о нём известий не было. Овчинников и Рыжков продолжали жить под чужими фамилиями на нелегальном положении.
С осени 1941 года стали образовываться группы НСНП в оккупированных немецкими войсками Минске и Витебске, был создан центр в Смоленске, где работе Союза покровительствовал городской голова Меньшагин и где умер от тифа руководивший этой работой В. В. Бранд. Далее деятельность НСНП распространилась на район Пскова вплоть до Гатчины, на Вязьму, Брянск, Орёл. К 1943 году было охвачено 54 населённых пункта, в которых действовало до 120 групп. Многие состояли из 2—3 человек, но в некоторых было до 15 членов. Кое-где находились возможности доступа к типографиям, печатались и распространялись листовки и брошюры.
В марте 1942 года немцами были созданы учебные лагеря в Циттенхорсте, а затем в Вустрау под Берлином, куда отбирались квалифицированные лица из военнопленных для подготовки к административной работе «на Востоке». Преподавание в них взяли в свои руки руководители НСНП/НТС. Из более чем 500 русских курсантов в НТС было принято около 30 человек, в том числе будущие видные его деятели. Там издавались необходимые Союзу печатные материалы как подпольно, так и открыто, под видом учебных пособий.
НСНП/НТС сотрудничал с руководителем РОА генералом Власовым. В марте 1943 года была создана школа пропагандистов РОА в Дабендорфе под Берлином. Власов пригласил из Вустрау руководить Дабендорфом генерала Трухина, бывшего преподавателя Академии генерального штаба, к тому времени члена Совета НСНП/НТС, и 10 человек по его выбору. Среди них были А. Н. Зайцев (Артёмов), А. А. Кандауров, Н. Г. Штифанов, генерал Меандров. Через курсы в Дабендорфе прошли в общей сложности 4500 курсантов; от 40 до 50 из них были приняты в НТС.
НТС вёл также пропагандистскую работу среди советских граждан-беженцев, пленных и «остарбайтеров» в районах Берлина, Вены, Гамбурга, Дрездена, Людвигсхафена, Штутгарта и других городов. Многие члены НТС состояли в редакциях либо сотрудничали с коллаборационистскими СМИ, например, с газетой «Новый путь».
По словам видного члена организации А. П. Столыпина, летом 1943 года руководство НТС пыталось завязать контакт с американскими и английскими правительственными кругами. Посредником в этом деле выступал сотрудник Красного Креста швейцарец Г. Брюшвейлер. Существенную роль в этих попытках играл и член НТС М. Гроссен, также швейцарский подданный. Попытки наладить связи с западными странами предпринимались и позже. Так, например, ранней весной 1944 года председатель НТС во Франции А. Столыпин был уполномочен (согласно доставленному членом Исполнительного бюро В. Поремским распоряжению Центра) вступить в контакт «с представителями демократий, прежде всего с французским правительством». В 1943 за связь с английской разведкой был арестован руководитель НТС в Венгрии барон Н. Винекен.
В 1943 под Полоцком незадолго до немецкого отступления члены НТС П. Д. Пономарёв и В. И. Алексеев провели несколько открытых митингов под русским трёхцветным флагом. Тогда же членом НТС Р. Полчаниновым в Псковской православной миссии в оккупированном немцами Пскове был создан подпольный скаутский отряд, который существовал до 1944 года. В 1944 Р. В. Полчанинов за антинемецкую деятельность был арестован Гестапо.
С лета 1943 года на членов НТС обрушились немецкие репрессии. В результате были расстреляны или погибли в заключении более 30 человек (Семён Алексеенко в Молодечно; Михаил Бондаренко в Пинске; Александр Зудков и Пётр Рисов в Варшаве; Евгений Волновский в Могилёве; Сергей Гладков, д-р Лосев и Анатолий Шумский в Минске; Игорь Горин, Лидия и Роман Сорокины в Смоленске; Владимир Лукашеня и Николай Сагайдаковский в Барановичах; Кирилл Зудшин, Нина Борисова, Николай Патутин, Иван и Ядвига Залесские во Пскове; Георгий Косинов в Борисове; Николай Павлов на Волыни; Юрий Пянков и Иван Сушенко в Одессе; Евгений Русаков в Санборе; Михаил Сончик в Ровно; Николай Шалдыкин в Вязьме; Илья Шахов в Ченстохове; Александр Шацкий в Тарнове и другие).
В результате общения с соотечественниками в 1944 году в недрах НТС родилась новая схема, или проект программы. Особенностью этого документа по сравнению с предыдущими программами НТС было положение о том, что евреи, оставаясь на территории Российского государства, должны проживать в специально предоставленной им области или покинуть страну, но без вывоза капитала. В более ранних текстах не было и намёка на антисемитизм, он отсутствовал и во всех послевоенных программах. Позднее говорилось, что эта антисемитская черта появилась в результате нацистского давления. Но поскольку НТС так или иначе был на полулегальном положении, неясно, почему подпольная организация сочла нужным подчиниться такому давлению.
В Бреславле и Верхней Силезии было около 80 членов НТС. Начиная с 12 июня 1944 года, 44 из них были арестованы Гестапо; одновременно прошли аресты на территории Польши и Австрии. 24 июня было арестовано около 50 членов НТС в Берлине, в том числе председатель В. М. Байдалаков и всё Исполнительное бюро: Д. В. Брунст, К. Д. Вергун, В. Д. Поремский. 13 сентября под третью волну арестов попало запасное Исполнительное бюро: Е. Р. Романов (Островский), М. Л. Ольгский и Г. С. Околович. Им вменялась в вину антинемецкая пропаганда, связь с партизанами и неподконтрольность организации, действовавшей как «государство в государстве».
Часть арестованных была отправлена в концлагеря, часть содержалась в тюрьмах. В тюрьме в Бреславле Г. А. Рар и Г. Полошкин-Позе умудрились на обрывках конвертов, которые клеили заключённые, выпустить два номера рукописного журнала «Набат за решёткой». Многие из примерно 150 членов НТС, арестованных в 1943—1944 годах, погибли в Бухенвальде, Берген-Бельзене, Дахау, Гросс-Розене, Заксенхаузене и других немецких концлагерях.
4 апреля 1945 года генералу Власову удалось добиться освобождения руководящих членов Союза из тюрьмы на Александерплац в Берлине.
Американский историк А. Даллин писал: «Значение НТС в контексте германской восточной политики в том, что […] решительная и хорошо организованная группа сумела инфильтрировать почти все немецкие ведомства, занятые русским вопросом, и оказывать на них давление. Но в итоге русские национальные интересы, как их видел НТС, возобладали над этим временным приспособленчеством, привели к конфликту с гестапо и к аресту руководства НТС летом 1944 года» (German Rule in Russia, 1957, с. 526).
Крупной удачей НТС можно считать внедрение в 1945 году агента М. Мондича в ряды СМЕРШа. Однако уже в следующем году, опасаясь разоблачения, он был вынужден бежать в Западную Германию, где позднее издал мемуары. Подобный случай является скорее исключением на фоне многочисленных случаев раскрытия агентов НТС в СССР.

## «Холодная война» (1945—1991)
После войны центр НТС обосновался в лагере перемещённых лиц Мёнхегоф под Касселем в Западной Германии. НТС вёл агитацию среди эмигрантов «второй волны» и пытался вести пропаганду среди советских войск в Германии и Австрии.
В начале 1949 года на Совете НТС в качестве «отправной методической идеи» организации была принята «молекулярная теория», разработанная В. Д. Поремским. Согласно этой теории, в тоталитарном государстве возможно создание мощной оппозиционной организации, отдельные ячейки которой («молекула»), руководствуясь общими целями, действовали бы в одном направлении. При этом горизонтальные связи между «молекулами» не предполагались. Руководящую и координирующую роль, объединяющую ячейки и организации, должен был взять на себя зарубежный центр.
Советские органы госбезопасности вели активную борьбу против НТС за рубежом и пытались ликвидировать руководителей и актив:
- Осенью 1947 года с помощью советского агента Е. Ключевской был похищен из Берлина член НТС Ю. А. Трегубов. Как немецкий гражданин, он, выйдя из лагеря через 8 лет, вернулся за границу. Написал книгу «Восемь лет во власти Лубянки» (1957).
- Летом 1950 года состоялась неудавшаяся попытка похитить В. К. Околовича в Рункеле-на-Лане в Западной Германии.
- В июне 1951 года там же были разоблачены три немецких агента, получивших задание похитить Г. С. Околовича. Последний был вовремя предупреждён друзьями НТС в советской зоне.
- 13 января 1954 года рейсом «Аэрофлота» из Москвы в Вену вылетел капитан госбезопасности Н. Е. Хохлов. Ему было поручено с санкции Политбюро ЦК КПСС осуществить во Франкфурте-на-Майне убийство Г. С. Околовича. Хохлов, однако, явился к Околовичу и, изложив суть дела, передал себя в распоряжение НТС. Позднее он продемонстрировал прессе привезённые им усовершенствованные инструменты убийства. Дело получило широкую международную огласку.
- 13 апреля 1954 года на квартире у немецкого провокатора А. Глезке в Западном Берлине был похищен председатель Комитета помощи русским беженцам, член Совета НТС А. Р. Трушнович. Он задохнулся в багажнике автомобиля после похищения.
- 20 июня 1954 года на своей квартире в Линце (Австрия) был приведён в бессознательное состояние и увезён в советскую зону оккупации работник НТС Валерий Треммель.
- Осенью 1954 года у памятника советским воинам в Западном Берлине был схвачен и похищен член НТС Георгий Хрулёв. Позднее, отбыв срок в советских лагерях, он вернулся на Запад.
- Зимой 1954—1955 состоялись ещё две неудачные попытки шантажа и похищения работников НТС в Западном Берлине.
- В 1955 году на границе с Тюрингией был похищен член НТС С. И. Попов — по-видимому, в результате похищения он погиб, так как больше никаких сведений о нём не было.
- 29 декабря 1955 года в Западную Германию был заслан восточногерманский агент Вольфганг Вильдпретт для убийства председателя НТС В. Д. Поремского. Вильдпретт сдался местным властям и раскрыл операцию.
- 15 сентября 1957 года во время конференции «Посева» была сделана попытка отравить перешедшего на сторону НТС Н. Е. Хохлова. После 23 дней борьбы врачей за жизнь Хохлова его удалось спасти.
- В июле 1958 года был взорван дом в Шпрендлингене под Франкфуртом, где жили семьи членов Союза с детьми и помещалось радиооборудование. Весь угол двухэтажного дома обвалился, но человеческих жертв удалось избежать.
- В июле 1961 года был организован взрыв во дворе здания редакции «Посева»; цель — возбудить страхи соседей и выселить редакцию. Было также подложено взрывное устройство на строительстве нового здания «Посева»; его разрядил лично ещё до приезда полиции Г. С. Околович.

В июне 1953 года восемь агентов НТС были сброшены с парашютами с американского самолёта в районе Майкопа. Каждый имел при себе рацию, шифровальный блокнот и оружие. Все восемь агентов были схвачены сотрудниками советской госбезопасности. Провал произошёл благодаря информации, полученной советской разведкой от Кима Филби.
До этого, в конце апреля 1953 года, агенты НТС были заброшены в Винницкую область УССР, район станции Казатин. Там были схвачены и позднее расстреляны Александр Маков, Сергей Горбунов, Дмитрий Ремига и Александр Лахно. Заброску планировала английская разведка, а технически осуществляли американцы. Добровольцы нашлись из числа курсантов разведшколы ЦРУ под Мюнхеном.
Один из оставшихся в живых, Михаил Кудрявцев, в 1993 году утверждал, что единственным их заданием было создание на Кубани подпольной ячейки и распространение листовок. Он отрицал то, что им поручалось собирать сведения о секретных оборонных объектах СССР.
Однако один из основателей НТС Б. В. Прянишников, с сентября 1949 года по 20 сентября 1951 года занимавший пост председателя Нью-Йоркского отделения НТС, в комментариях к блоку документов по «парашютной акции» своего личного архива, датированных 16 января 1988 года и переданных в Государственный архив РФ (ГАРФ), привёл выдержки из «протоколов разведок 1955—1956 гг.» Рассматривая протокол от 2 сентября 1955 года, он пишет: «Пункт 4 этого протокола гласит: „Руководство НТС в лице Поремского, Околовича, Романова, Артемова, Ольгского, Брандта, Редлиха и др. полностью понимает наши требования и пытается со всей честью получить необходимые разведывательные результаты… Вопрос сознательности в НТС — это сложный вопрос, поскольку, хотя большинство его членов и понимает, что финансовая поддержка их организации исходит из какого-то западного источника, они были бы охвачены ужасом, если бы знали, что в качестве цены за эту поддержку их руководство согласилось и находится под полным руководством и контролем со стороны ЦРУ и СИС и вынуждено всю свою т. н. политическую деятельность проводить в ограниченных нами рамках…“»
В пункте 6 этого же протокола отмечается: «Недавний раскол в НТС, который в известной степени можно отнести за счёт не совсем умных и квалифицированных наших действий по использованию НТС в разведывательной деятельности, а также за счёт возросшего контроля над организацией со стороны западных служб, привёл к тому, что во главе НТС остались реалистически мыслящие и преданные нам лидеры, готовые выполнять все наши задания и рекомендации по разведке. Но в этом вопросе нужно соблюдать осторожность, чтобы не довести дело ещё до одного раскола, который мог бы оставить нас наедине с лидерами НТС и по сути дела без членов НТС, откуда мы черпаем свою агентуру».
В 1950-е годы НТС оказался под полным контролем ЦРУ. Для подготовки кадров в Германии был создан специальный Институт по изучению СССР, также обучение проходило в специальных школах США и Великобритании.
С 1951 года НТС стал проводить так называемые «шаровые акции». Они заключались в переброске на территорию СССР агитационной литературы при помощи воздушных шаров. Такие шары запускались с учётом направления ветра из граничащих с СССР стран, например, Финляндии. В 1957 году «шаровые акции» из-за их малой эффективности были свёрнуты.
С 1953 года члены НТС принимали активное участие в работе «Радио „Освобождение“» (с 1959 — «Радио Свобода»).
В 1954 году организация перенесла раскол. Ввиду принципиальных разногласий многолетний лидер НТС В. Байдалаков и ещё 5 членов Совета были исключены из организации. 15% членов организации ушли из неё, образовав «Российский НТС» (окончательно оформлен на съезде в Мюнхене в январе 1956 года).
Некоторые члены НТС, отсидевшие в лагерях ГУЛАГа и освобождённые после 1956 года, стали активно создавать группы и вторично подверглись репрессиям, в их числе были Д. В. Брунст и Е. И. Дивнич, от имени которых КГБ позже выпустил «покаянные» книги. У Дивнича в 1953—1954 годах была группа в Воркуте, а в 1957—1959 годах он и Борис Оксюз (один из оставшихся после немецкой оккупации членов НТС) создали в Явасе Всероссийский Народно-Трудовой Союз, участники которого жили в разных городах и который был раскрыт по доносу жены одного из них. Закрытый процесс над участниками группы прошёл в Москве в 1959 году.
Начиная с 1955 года значительное число советских граждан начало выезжать за границу на молодёжные фестивали, выставки, международные конференции и т. п. Члены НТС завязывали с ними беседы, передавали им книги, журналы «Посев» и «Грани», брошюры, газеты. Специально для советских моряков загранплавания НТС издавал газету «Вахта Свободы» (с 1956 года, в 1981—1987 «Вахта»). НТС также использовал поддельные издания разных советских газет, так, под видом советского издания НТС, в частности, впервые опубликовал доклад Хрущёва на закрытом заседании XX съезда КПСС.
В октябре 1956 года НТС собрал совещание нескольких организаций, решившее созвать «Конгресс за Права и Свободу в России». Этот конгресс при участии 80 представителей различных направлений русской эмиграции собрался в Гааге в апреле 1957 года и выставил 130 «частичных требований» к советским властям (выдвижение более чем одного кандидата на выборах, признание права граждан на объединение в союзы, на выезд за границу, на свободное религиозное воспитание детей, отмена прописки, открытие кооперативных издательств, права родителей детей, уравнение колхозников с другими гражданами в праве на социальное обеспечение и другие).
С начала 1960-х годов получила распространение новая операция НТС под кодовым названием «Стрела». В её рамках члены НТС из разных стран мира посылали письма с агитационными материалами («стрелами») в СССР. Адресатов, как правило, выбирали из телефонных справочников или периодической печати. Рассылка «стрел» позволяла устанавливать контакты с противниками коммунистического режима в СССР.
Операции НТС были как открытыми, так и закрытыми. Открытые операции (публичные акции) выполнялись для того, чтобы привлечь внимание мировой общественности к тем или иным фактам о жизни в СССР, наличию в СССР оппозиции советской власти, а также к деятельности НТС в качестве активной антикоммунистической организации. Публичные акции, проводимые в ходе таких операций, находили широкое отражение в зарубежной прессе. Примерами открытых операций могут служить акции в защиту Синявского и Даниэля, генерала Григоренко, академика Сахарова.
Закрытые операции были направлены на те же цели, но рассчитаны они были главным образом на население СССР. Для закрытых операций за «железным занавесом» в НТС существовали специальные структуры (последним из них по времени создания был Закрытый сектор). Исполнители закрытых операций, как из числа эмигрантов, так и иностранцев, именовались «орлами» и «орлицами». Сами же операции называли «орловскими». По данным одного из сотрудников Закрытого сектора Андрея Васильева, всего за период с 1960 по 1990 годы НТС провёл 1097 «орловских» операций. В том числе: в СССР — 933; Польше — 80; ЧССР — 59. Также было проведено около 500 операций «подключения» — передачи людям, с которыми были налажены контакты, материальной помощи: одежды, продуктов, радио- и фотоаппаратуры для продажи и т. п.
Главными задачами «орлов» были доставка нелегальной литературы советским гражданам, связанным с НТС, и вывоз за рубеж самиздата. «Орлы» проходили специальную подготовку, включавшую в себя изучение необходимых приёмов конспирации. По официальному утверждению руководства НТС, случаи провалов «орлов» были крайне редки. Тем не менее, несколько человек всё же подверглись задержанию органами КГБ. Большинство из них, граждане других государств, были выдворены из страны. Некоторые, однако, оказались в заключении.
Так в январе 1967 года был арестован западногерманский студент Фолькер Шаффхаузер. При нём оказались микрофильмы с литературными материалами из журнала «Грани». По решению Ленгорсуда он был приговорён к 4 годам колонии строгого режима по 70 ст. УК РСФСР («Антисоветская агитация и пропаганда»). Отбыв в заключении два года, Шаффхаузер в феврале 1969 года был обменян советской стороной на Х. Фельфе, отбывавшего 14-летний срок в ФРГ за шпионаж в пользу СССР.
В июле 1976 года был арестован и провел 101 день в Лефортовской тюрьме норвежский студент Б. И. Эйдсвиг, который пришёл в Москве в дом к предполагаемому советскому диссиденту, чтобы передать ему посылку, в которой было 700 листовок. Но там его ждала засада КГБ, и он был задержан.
23 декабря 1976 года был арестован и приговорён к 5 годам заключения бельгиец Антон Пейпе, раздававший программные материалы НТС напротив Ленинградского государственного университета. Через 6 месяцев заключения под давлением общественности[прояснить] он был освобождён и выдворен за пределы СССР.
Всего же в результате «орловских» операций и «шаровых акций» в СССР было переброшено около 100 миллионов листовок. Большая часть из них была изъята органами КГБ, но некоторые нашли своих адресатов.
В изданиях НТС «Посев» и «Грани» публиковались многие диссиденты из СССР, в частности, А. Солженицын, А. Галич, Б. Окуджава, Г. Владимов и др.
Характерным для изданий НТС является освещение в положительном смысле деятельности генерала Власова и его последователей. В послевоенные годы НТС, бывший до того белоэмигрантской организацией, пополняют новые члены, среди которых немалую долю составляют бывшие «власовцы», а в 1970-е — первой половине 1980-х и представители т. н. «третьей волны» эмиграции — выходцы из СССР.

## Перестройка: постепенная легализация в СССР
После своего ареста летом 1982 года советские диссиденты Валерий Сендеров и Ростислав Евдокимов объявили органам КГБ о том, что они являются членами НТС. Выйдя на свободу в начале 1987 года, они оказались первыми в России открытыми членами НТС.
В 1988 году в СССР насчитывалось уже четыре открытых члена НТС. О своём членстве в Союзе объявили также член РК НТС Александр Мазурин и член Совета НТС Андрей Деревянкин.
В 1987—1991 НТС придерживался как тактики развития собственной организации Союза в РСФСР, так и всемерного содействия появлению новых оппозиционных организаций в СССР, укреплению и расширению правозащитного движения.
В феврале 1988 года В. Сендеров провёл первую пресс-конференцию НТС в Москве. В октябре 1988 года на 10-тысячной демонстрации на стадионе «Локомотив» в Ленинграде Ростислав Евдокимов впервые в СССР поднял трёхцветный российский национальный флаг.
Активисты НТС в России способствовали созданию первых оппозиционных партий в СССР, таких как Российское христианское демократическое движение, Демократический союз. В создании РХДД принял деятельное участие Валерий Сендеров, Демократического союза — Андрей Деревянкин. Оба вошли в руководство упомянутых организаций.
Немало было сделано Союзом для возникновения независимого профсоюзного движения в СССР, в частности — Независимого профсоюза горняков. С использованием средств и полиграфической базы НТС в РСФСР были впервые осуществлены массовые тиражи как литературы Союза, так и иной неподцензурной печати.
Ряд видных деятелей НТС из-за рубежа — Роман Редлих, Борис Пушкарёв, Елизавета Миркович, Борис Миллер и другие — впервые посетили Россию и встретились со своими сторонниками в стране. Съезды, конференции и другие внутрисоюзные акции впервые проводились на исторической Родине.
В 1991 году НТС призывал голосовать против Акта провозглашения независимости Украины, формально выступая «против превращения фиктивных границ советских республик в замкнутые государственные границы».
В 1990-е годы ряд сторонников НТС, среди них Марк Фейгин, участвовали в Боснийской войне в составе формирований Ратко Младича.

## После распада СССР
После распада СССР преследование НТС было полностью прекращено. Представители НТС приезжали в РФ с лекциями, распространяли литературу. Стала возможной подписка на журналы «Грани» и «Посев».
Первый в РФ съезд НТС состоялся в мае 1996 года в Перми. На него прибыли 41 делегат от 26 регионов России, один делегат с Украины (от 540 членов) и 8 человек из Дальнего Зарубежья (от 200 членов). Съезд, среди прочего, утвердил наличный состав Совета и наличный устав и постановил представить их на регистрацию в Министерство юстиции России. Однако характерная для НТС структура, при которой Совет и Руководящий круг взаимно выбирают друг друга, была неприемлема для Минюста, и Исполбюро заменило ее стандартной схемой партийных съездов. На таком основании и была получена регистрация общественного движения НТС в августе 1996. Это, а также общее неколлегиальное поведение Исполбюро, осуждалось многими членами Совета, собравшегося в последний раз во Франкфурте в октябре 1996 г. Недоверие Исполбюро выразили восемь из 17 членов Совета, остальные воздержались. Тогда шесть человек, включая предыдущего председателя НТС Е. Р. Островского и трёх членов Исполбюро (в прошлом — руководителей групп в Поволжье), из Совета ушли. Некоторые из них вошли в оргкомитет по созыву чрезвычайного съезда НТС, за что пять человек в январе 1997 года были исключены из Союза. Временно Исполбюро возглавил
86-летний P. Н. Редлих. Численность Союза начиная с 1996 года пошла на убыль. Фактически произошёл раскол между сторонниками председателя НТС Б. Пушкарёва и председателя Исполбюро М. Нуруллина. Сторонники Нуруллина провели в феврале 1997 II (V) Чрезвычайный съезд, на котором Нуруллин сохранил свою должность главы ИБ НТС, а председателем был избран Л. Кузнецов из Перми (председатель I Союзного съезда в России, председатель оргкомитета II (V) съезда НТС). Кузнецов оставался в должности председателя до своей смерти в августе 2001 года. Новый председатель не избирался.
Кандидаты от НТС пытались баллотироваться в Госдуму и местные органы власти, однако почти всегда безуспешно. В декабре 1993 в 1-й состав Госдумы был избран от партии ВыбРос член НТС адвокат Марк Фейгин. 
Легализация НТС в РФ способствовала почти полной потере интереса к этой организации со стороны населения. Либералов, которые ранее читали «Посев» и «Грани» из-за публикаций в них советских диссидентов, оттолкнула довольно консервативная идеология этой организации (НТС до сих пор не осудил «корпоративную» идеологию ранних лет своего существования), а плюрализм в сфере печати привёл к тому, что данные журналы стали печатать работы почти исключительно активистов НТС, тогда как ранее в них широко была представлена палитра российской общественной мысли. С точки зрения партий национально-патриотической направленности, напротив, программа НТС выглядела слишком вялой и нерешительной. И тем, и другим вредило откровенно положительное отношение НТС к генералу Власову и его последователям. Кроме того, большинство представителей национал-патриотической оппозиции в 1990-е годы не разделяли позицию НТС по отношению к президенту Ельцину, которого НТС однозначно поддерживал в противоборстве с коммунистической оппозицией. Ввиду такой позиции из НТС вскоре вышел член Совета А. Н. Деревянкин, затем М. В. Назаров.
В последние годы НТС прекратил какую-либо деятельность как политическая организация и теперь лишь занимается популяризацией идей солидаризма. Сайт не обновляется с 2016 года.

## НТС(оск) — Объединение солидаристов-корпоративистов Народно-трудового союза
Объединение солидаристов-корпоративистов Народно-трудового союза — НТС(оск) — группа, выделившаяся в 2010 году из петербургской группы НТС.
Идеологически ориентирована на традиционные для НТС и европейских крайне правых принципы корпоративного солидаризма. В практической политике делает упор на взаимодействие с «неформальными сообществами». Численность — около 30 человек. Участвует в деятельности Гражданского комитета Санкт-Петербурга (председатель О. Курносова). От других крайне правых организаций отличается отсутствием акцентов на национализме, демонстративным сотрудничеством с кавказскими активистами.
В ноябре 2009 года сайт петербургской группы НТС «Народная трибуна СПб» опубликовал заявление в поддержку лидера «тамбовской» ОПГ Владимира Кумарина. Это вызвало раскол в группе, большинство которой попыталось отмежеваться от редакции «НТСПб».
16 октября 2010 года в петербургском пивном баре «Донжон» состоялось публичное собрание членов санкт-петербургской группы НТС «тамбовской ориентации». Было учреждено Корпоративистское звено НТС, впоследствии переименованное в Объединение солидаристов-корпоративистов — НТС(оск). На собрании были замечены лица, известные в Петербурге связями с лидерами «тамбовского сообщества». Председателем новой организации стал Андрей Комарицын, менеджер бизнес-структуры из Кирова. Приоритетами были объявлены работа с гражданскими корпорациями и антикоммунизм.
Ближайшим союзником НТС(оск) стал создаваемый в Санкт-Петербурге свободный профсоюз во главе с известным профсоюзным деятелем 1990-х годов Игорем Шараповым, недавно освобождённым из мест лишения свободы после отбытия десятилетнего срока.
12 декабря 2010 года Андрей Комарицын выступил в Петербурге на митинге в поддержку Михаила Ходорковского, зачитав заявление НТС(оск) с призывом бороться за освобождение Кумарина.
25 и 29 марта 2011 года НТС(оск) организовал акции в поддержку ливийского восстания против режима Каддафи.
16 октября 2011 года в том же пивбаре «Донжон» проведено очередное собрание НТС(оск). Новым председателем избран Станислав Бусыгин.
Новое объединение наиболее близко к идеологии солидаризма, в значительной степени утраченной после раскола 1996 года.
В декабре 2011 — феврале 2012 года НТС(оск) принимал активное участие в протестных выступлениях. На митингах оппозиции выступали Станислав Бусыгин, Игорь Шарапов, Аркадий Орлов.
С начала 2012 года НТС(оск) принимал активное участие в деятельности Гражданского комитета СПб. 6 мая представители НТС(оск) прибыли в Москву в составе делегации ГК для участия в «Марше миллионов», но были задержаны полицией. 
12 июня 2012 года НТС(оск) принял участие в следующем «Марше миллионов» под утверждённой эмблемой — изображением рыжего кота на бело-чёрном полотнище.
3 сентября 2012 года НТС(оск) организовал контракцию в поддержку сирийского восстания против режима ПАСВ и Башара Асада.
Периодически активисты НТС(оск) выражали поддержку организации антинаркотическому движению Евгения Ройзмана. В декабре 2012 года петербургский ГК по инициативе НТС(оск) солидаризировался с бунтом в копейской исправительной колонии. Отмечалось также их участие в петербургских локальных акциях не только политического, но и социального протеста. С позиций НТС(оск) разрабатываются некоторые материалы в аппарате Законодательного собрания.
В ноябре 2012 года активисты НТС(оск) учредили в Санкт-Петербурге «Северо-Западную колонну» движения Восточная фаланга.
В январе 2017 года умер председатель Объединения солидаристов-корпоративистов НТС Станислав Бусыгин.

## Председатели НТС
- 1930—1933 — С. Н. Лейхтенбергский
- 1934—1954 — В. М. Байдалаков
- 1955—1972 — В. Д. Поремский
- 1972—1984 — А. Н. Артёмов (Зайцев)
- 1984—1995 — Е. Р. Островский (Романов)
- 1995—2008 — Б. С. Пушкарёв
- 2008—2014 — А. Н. Шведов
- 2014—н. в. — В. Э. Долинин

Председатели Исполнительного бюро
- В. М. Байдалаков до января 1952
- Г. С. Околович 1961
- Е. Р. Островский 1961—1984
- Ю. Б. Брюно 1984 — август 1990.
- Е. Р. Островский с августа 1990
- Б. С. Пушкарёв 1992 — декабрь 1995
- М. В. Нурулин с декабря 1995, с февраля 1997[41]
- Р. Н. Редлих — пред. Временного ИБ с декабря 1996.
- В. А. Сендеров 2008–2014

Генеральный секретарь
Г. М. Александрович 1931—1950

## В кино
Художественные фильмы
- Конец операции «Резидент»

Документальные фильмы
- «Письмо расстрелянному отцу» 2004 г. 52 мин. реж. В. Балаян
- «Камни, закрывающие вход» 2007 г. 39 мин. реж. В. Балаян
- «Вторая волна» 26 мин реж. В. Балаян
- «Заговор против страны Советов»